# Europese kampioenschappen kanosprint 2022

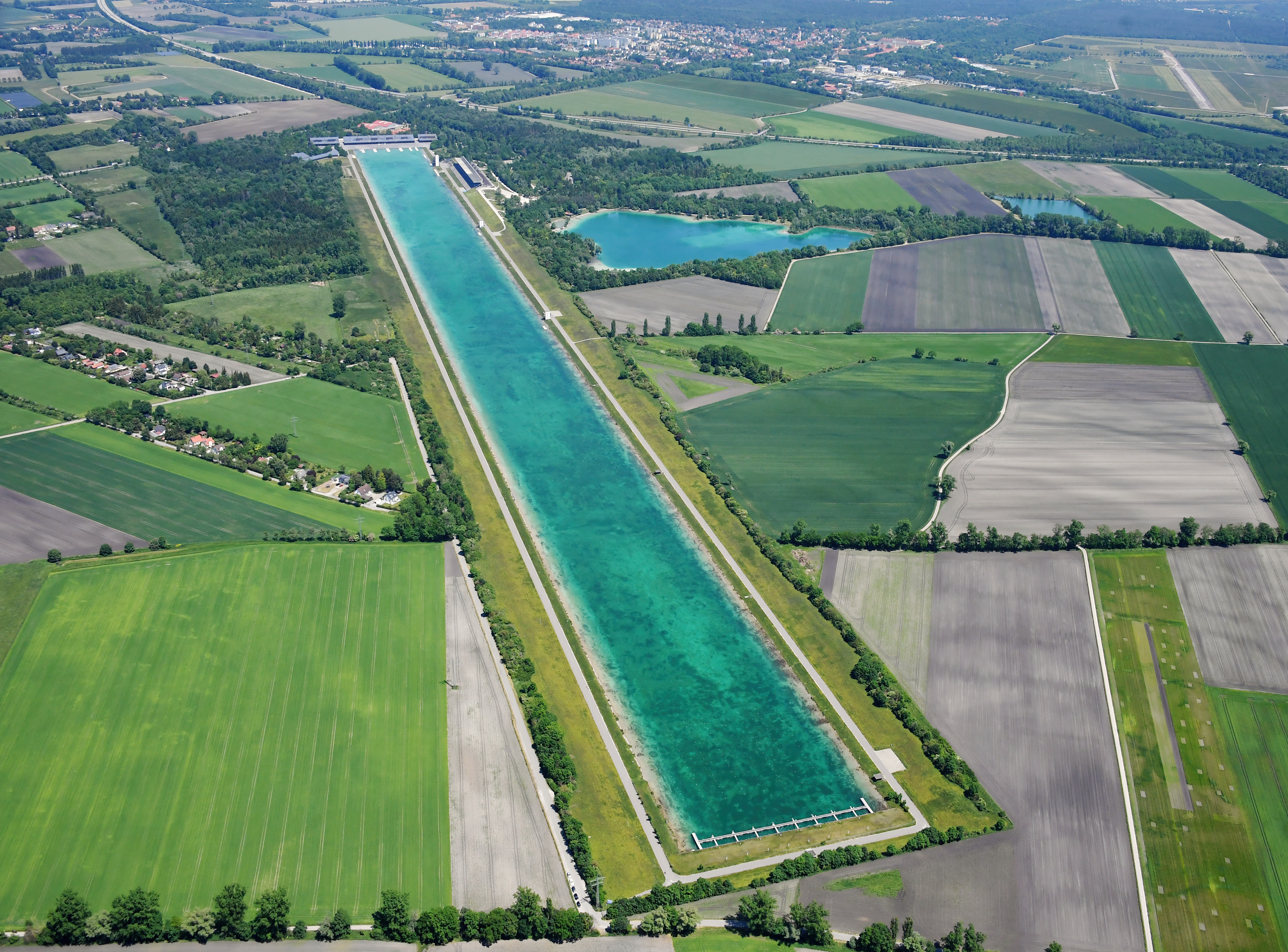
Regattastrecke Oberschleißheim

De Europese kampioenschappen kanosprint 2022 (32e editie) werden van 18 tot en met 21 augustus 2022 gehouden op de Regattastrecke Oberschleißheim, aan de noordrand van München, Duitsland. Het kanotoernooi is eens in de vier jaar onderdeel van de Europese Kampioenschappen, een evenement waar in 2022 ook acht andere sporten deel van uitmaakten. 

## Medailles

### Mannen
Olympische klasse
| Onderdeel  | Goud                                                                    | Goud      | Zilver                                                                           | Zilver    | Brons                                                                      | Brons     |
| ---------- | ----------------------------------------------------------------------- | --------- | -------------------------------------------------------------------------------- | --------- | -------------------------------------------------------------------------- | --------- |
| C-1 200 m  | Henrikas Žustautas Litouwen                                             | 39,832    | Pablo Graña Spanje                                                               | 39,894    | Oleksii Koliadych Polen                                                    | 40,166    |
| C-1 500 m  | Martin Fuksa Tsjechië                                                   | 1.47,183  | Serghei Tarnovschi Moldavië                                                      | 1.48,160  | Cătălin Chirilă Roemenië                                                   | 1.48,364  |
| C-1 1000 m | Cătălin Chirilă Roemenië                                                | 3.49,681  | Martin Fuksa Tsjechië                                                            | 3.50,032  | Carlo Tacchini Italië                                                      | 3.51,637  |
| C-1 5000 m | Sebastian Brendel Duitsland                                             | 22.50,803 | Balázs Adolf Hongarije                                                           | 22.52,684 | Carlo Tacchini Italië                                                      | 23.13,346 |
| C-2 200 m  | Polen Aleksander Kitewski Arsen Śliwiński                               | 36,919    | Spanje Antoni Segura Alfonso Benavides Litouwen Henrikas Žustautas Vadim Korobov | 37,592    | Niet uitgereikt                                                            |           |
| C-2 500 m  | Spanje Joan Antoni Moreno Adrian Sieiro                                 | 1.44,822  | Polen Wiktor Głazunow Tomasz Barniak                                             | 1.45,499  | Duitsland Sebastian Brendel Tim Hecker                                     | 1.45,510  |
| C-2 1000 m | Duitsland Sebastian Brendel Tim Hecker                                  | 3.32,896  | Italië Nicolae Craciun Daniele Santini                                           | 3.34,317  | Hongarije Balázs Adolf Dániel Fejes                                        | 3.34,585  |
| K-1 200 m  | Kevin Santos Portugal                                                   | 36,975    | Roberts Akmens Letland                                                           | 37,028    | Petter Menning Zweden                                                      | 37,055    |
| K-1 500 m  | Jacob Schopf Duitsland                                                  | 1.38,012  | Ádám Varga Hongarije                                                             | 1.38,237  | Fernando Pimenta Portugal                                                  | 1.38,803  |
| K-1 1000 m | Bálint Kopasz Hongarije                                                 | 3.29,898  | Fernando Pimenta Portugal                                                        | 3.31,964  | Artuur Peters België                                                       | 3.32,401  |
| K-1 5000 m | Fernando Pimenta Portugal                                               | 20.14,447 | Walter Bouzán Spanje                                                             | 20.17,659 | Rafał Rosolski Polen                                                       | 20.44,717 |
| K-2 200 m  | Italië Manfredi Rizza Andrea Di Liberto                                 | 31,662    | Polen Jakub Stepun Bartosz Grabowski                                             | 31,673    | Litouwen Artūras Seja Ignas Navakauskas                                    | 31,678    |
| K-2 500 m  | Hongarije Bence Nádas Bálint Kopasz                                     | 1.31,141  | Duitsland Felix Frank Moritz Florstedt                                           | 1.31,434  | Litouwen Mindaugas Maldonis Andrej Olijnik                                 | 1.32,210  |
| K-2 1000 m | Duitsland Martin Hiller Tamás Grossmann                                 | 3.13,812  | Spanje Francisco Cubelos Iñigo Peña                                              | 3.14,505  | Italië Samuele Burgo Andrea Schera                                         | 3.15,062  |
| K-4 500 m  | Duitsland Max Rendschmidt Tom Liebscher Jacob Schopf Max Lemke          | 1.20,282  | Slowakije Samuel Baláž Denis Myšák Csaba Zalka Adam Botek                        | 1.20,877  | Frankrijk Guillaume Burger Maxime Beaumont Quilian Koch Guillaume Le Floch | 1.20,902  |
| K-4 1000 m | Duitsland Tobias-Pascal Schultz Tom Liebscher Martin Hiller Felix Frank | 2.53,174  | Spanje Francisco Cubelos Roi Rodríguez Pedro Vázquez Iñigo Peña                  | 2.53,627  | Hongarije Mark Mizser Kornél Béké Csaba Erdőssy Tamás Erdélyi              | 2.55,748  |

### Vrouwen
| Onderdeel  | Goud                                                            | Goud      | Zilver                                                                          | Zilver    | Brons                                                         | Brons     |
| ---------- | --------------------------------------------------------------- | --------- | ------------------------------------------------------------------------------- | --------- | ------------------------------------------------------------- | --------- |
| C-1 200 m  | Antía Jácome Spanje                                             | 48,642    | Liudmyla Luzan Oekraïne                                                         | 49,271    | Vanesa Tot Kroatië                                            | 49,489    |
| C-1 500 m  | María Corbera Spanje                                            | 2.03,586  | Liudmyla Luzan Oekraïne                                                         | 2.05,096  | Vanesa Tot CRO                                                | 2.06,682  |
| C-1 5000 m | María Corbera Spanje                                            | 25.46,953 | Annika Loske Duitsland                                                          | 26.42,746 | Liudmyla Babak Oekraïne                                       | 26.48,788 |
| C-2 200 m  | Hongarije Giada Bragato Bianka Nagy                             | 44,066    | Spanje Antía Jácome María Corbera                                               | 44,118    | Duitsland Lisa Jahn Sophie Koch                               | 44,879    |
| C-2 500 m  | Oekraïne Liudmyla Luzan Anastasiia Chetverikova                 | 1.57,672  | Hongarije Giada Bragato Bianka Nagy                                             | 1.58,924  | Polen Sylvia Szczerbinska Julia Walczak                       | 1.59,572  |
| K-1 200 m  | Emma Jørgensen Denemarken                                       | 39,848    | Anja Ostemann SLO                                                               | 40,061    | Marta Walczykiewicz Polen                                     | 40,134    |
| K-1 500 m  | Anna Puławska Polen                                             | 1.53,881  | Eszter Rendessy Hongarije                                                       | 1.54,981  | Emma Jørgensen Denemarken                                     | 1.55,206  |
| K-1 1000 m | Noemi Pupp Hongarije                                            | 4.00,276  | Justyna Iskrzycka Polen                                                         | 4.00,542  | Isabel Contreras Spanje                                       | 4.01,419  |
| K-1 5000 m | Emese Kőhalmi Hongarije                                         | 22.54,862 | Susanna Cicali Italië                                                           | 22.55,712 | Eva Barrios Spanje                                            | 22.55,775 |
| K-2 200 m  | Hongarije Blanka Kiss Anna Lucz                                 | 37,352    | Polen Katarzyna Kołodziejczyk Dominika Putto                                    | 37,568    | Duitsland Jule Hake Paulina Paszek                            | 38,690    |
| K-2 500 m  | Polen Karolina Naja Anna Pulawska                               | 1.41,418  | België Hermien Peters Lize Broekx                                               | 1.42,230  | Duitsland Paulina Paszek Jule Hake                            | 1.42,702  |
| K-2 1000 m | Hongarije Emese Kőhalmi Eszter Rendessy                         | 3.33,942  | Polen Justyna Iskrzycka Katarzyna Kołodziejczyk                                 | 3.34,606  | Spanje Laia Pèlachs Begoña Lazkano                            | 3.36,942  |
| K-4 500 m  | Polen Karolina Naja Anna Puławska Adrianna Kakol Dominika Putto | 1.35,251  | Denemarken Frederikke Matthiesen Sara Milthers Pernille Knudsen Bolette Iversen | 1.37,709  | Hongarije Blanka Kiss Anna Lucz Zsóka Csikós Alida Dóra Gazsó | 1.37,752  |

### Medailleklassement
| Plaats | Land                | Goud | Zilver | Brons | Totaal |
| 1      | Hongarije           | 9    | 4      | 4     | 17     |
| 2      | Duitsland           | 8    | 3      | 5     | 16     |
| 3      | Spanje              | 5    | 7      | 3     | 15     |
| 4      | Verenigd Koninkrijk | 5    | 3      | 3     | 11     |
| 5      | Polen               | 4    | 6      | 5     | 15     |
| 6      | Italië              | 2    | 4      | 3     | 9      |
| 7      | Portugal            | 2    | 1      | 2     | 5      |
| 8      | Oekraïne            | 1    | 4      | 3     | 8      |
| 9      | Litouwen            | 1    | 1      | 2     | 4      |
| 10     | Denemarken          | 1    | 1      | 1     | 3      |
| 11     | Tsjechië            | 1    | 1      | 0     | 2      |
| 12     | Roemenië            | 1    | 0      | 1     | 2      |
| 13     | Frankrijk           | 0    | 1      | 3     | 4      |
| 14     | België              | 0    | 1      | 1     | 2      |
| 14     | Slovenië            | 0    | 1      | 1     | 2      |
| 16     | Letland             | 0    | 1      | 0     | 1      |
| 16     | Moldavië            | 0    | 1      | 0     | 1      |
| 16     | Slowakije           | 0    | 1      | 0     | 1      |
| 19     | Kroatië             | 0    | 0      | 2     | 2      |
| 20     | Zweden              | 0    | 0      | 1     | 1      |
| Totaal | Totaal              | 40   | 41     | 40    | 121    |

## Parakano

### Medailles
| Onderdeel   | Goud                                     | Goud            | Zilver                                   | Zilver          | Brons                          | Brons           |
| ----------- | ---------------------------------------- | --------------- | ---------------------------------------- | --------------- | ------------------------------ | --------------- |
| KL1 mannen  | Esteban Farias Italië                    | 47,658          | Róbert Suba Hongarije                    | 48,278          | Rémy Boullé Frankrijk          | 48,278          |
| KL2 mannen  | Marcus Swoboda Oostenrijk                | 42,906          | Nick Beighton Verenigd Koninkrijk        | 43,326          | Mykola Syniuk Oekraïne         | 43,336          |
| KL3 mannen  | Serhii Yemelianov Oekraïne               | 39,595          | Leonid Krylov Rusland                    | 40,140          | Artem Voronkov Rusland         | 40,320          |
| VL1 mannen  | Geen deelnemers                          | Geen deelnemers | Geen deelnemers                          | Geen deelnemers | Geen deelnemers                | Geen deelnemers |
| VL2 mannen  | Marius-Bogdan Ciustea Italië             | 54,513          | Roman Serebryakov Rusland                | 56,126          | Tamás Juhász Hongarije         | 58,223          |
| VL3 mannen  | David Phillipson Verenigd Koninkrijk     | 50,018          | Tomasz Moździerski Polen                 | 51,334          | Jack Eyers Verenigd Koninkrijk | 51,651          |
| KL1 vrouwen | Jeanette Chippington Verenigd Koninkrijk | 56,631          | Alexandra Dupik Rusland                  | 56,981          | Kamila Kubas Polen             | 57,531          |
| KL2 vrouwen | Emma Wiggs Verenigd Koninkrijk           | 48,568          | Charlotte Henshaw Verenigd Koninkrijk    | 49,002          | Nadezda Andreeva Rusland       | 53,957          |
| KL3 vrouwen | Helene Ripa Zweden                       | 51,027          | Mihaela Lulea Roemenië                   | 52,972          | Katarzyna Sobczak Polen        | 53,112          |
| VL1 vrouwen | Geen deelnemers                          | Geen deelnemers | Geen deelnemers                          | Geen deelnemers | Geen deelnemers                | Geen deelnemers |
| VL2 vrouwen | Emma Wiggs Verenigd Koninkrijk           | 57,903          | Jeanette Chippington Verenigd Koninkrijk | 1.00,516        | Maria Nikiforova Rusland       | 1.01,242        |
| VL3 vrouwen | Larisa Volik Rusland                     | 1.00,430        | Nataliia Lagutenko Oekraïne              | 1.03,553        | Anja Adler Duitsland           | 1.05,786        |

### Medailleklassement
| Plaats | Land                | Goud | Zilver | Brons | Totaal |
| 1      | Verenigd Koninkrijk | 4    | 3      | 1     | 8      |
| 2      | Italië              | 2    | 0      | 0     | 2      |
| 3      | Rusland             | 1    | 3      | 3     | 7      |
| 4      | Oekraïne            | 1    | 1      | 1     | 3      |
| 5      | Oostenrijk          | 1    | 0      | 0     | 1      |
| 6      | Zweden              | 1    | 0      | 0     | 1      |
| 7      | Polen               | 0    | 1      | 2     | 3      |
| 8      | Hongarije           | 0    | 1      | 1     | 2      |
| 9      | Roemenië            | 0    | 1      | 0     | 1      |
| 10     | Frankrijk           | 0    | 0      | 1     | 1      |
| 11     | Duitsland           | 0    | 0      | 1     | 1      |
| Totaal | Totaal              | 10   | 10     | 10    | 30     |

1933 · 1934 · 1936 · 1937-1956 · 1957 · 1959 · 1961 · 1963 · 1965 · 1967 · 1969 · 1970-1996 · 1997 · 1999 · 2000 · 2001 · 2002 · 2004 · 2005 · 2006 · 2007 · 2008 · 2009 · 2010 · 2011 · 2012 · 2013 · 2014 · 2015 · 2016 · 2017 · 2018 · 2019 · 2020 · 2021 · 2022 · 2023 ·